# Newton (Kansas)
Newton es una ciudad ubicada en el condado de Harvey en el estado estadounidense de Kansas. En el año 2010 tenía una población de 19132 habitantes y una densidad poblacional de 629,76 personas por km².

## Geografía
Newton se encuentra ubicada en las coordenadas 38°2′39″N 97°20′51″O / 38.04417, -97.34750 (38.044167, -97.3475).

## Demografía
Según la Oficina del Censo en 2000 los ingresos medios por hogar en la localidad eran de $38,236 y los ingresos medios por familia eran $45,703. Los hombres tenían unos ingresos medios de $32,308 frente a los $21,906 para las mujeres. La renta per cápita para la localidad era de $18,529. Alrededor del 7.9% de la población estaban por debajo del umbral de pobreza.